# Babylon (Kreuzberg)
Das Babylon Kreuzberg ist ein Berliner Programmkino mit zwei Sälen, in denen ausschließlich Filme in der Originalfassung gezeigt werden. Es gehört zur Yorck Kinogruppe und befindet sich in der Dresdener Straße 126 nahe dem U-Bahnhof Kottbusser Tor im Kreuzberger SO36-Kiez.

## Geschichte
Von 1955 bis 1975 war das Kino in einem Wohnhaus mitten im Kreuzberger Kiez unter dem Namen 'Helo Filmbühne' und danach kurzzeitig unter dem Namen 'Kent' (mit türkischem Programm) bekannt. Seit 1986 gehört es zur Yorck Kinogruppe, die ihm den Namen Babylon gab. Mit dem Mauerfall und dem Ende der Berliner Teilung besaß die Hauptstadt zwei Kinos mit dem Namen „Babylon“. Um sich vom Kino Babylon in Berlin-Mitte zu unterscheiden, erhielt das Kreuzberger Kino den Zusatz „Kreuzberg“.

## Gegenwart
Das Babylon Kreuzberg ist seit den 1970er Jahren ein etabliertes OV/OmU-Kino (Originalversion/Originalversion mit Untertitel). Neben dem Kernprogramm werden auch viele Sonderveranstaltungen gezeigt. Eine davon ist die gemeinsam mit radioeins (rbb) ins Leben gerufene „Doppelrolle“: Hier wird die Vorführung eines neuen Films flankiert durch eine frühere Arbeit desselben Regisseurs, einer klassischen Vorlage oder einer das Filmthema aufgreifenden Doku. Im Babylon Kreuzberg finden außerdem Musik-Events statt, beispielsweise anlässlich von DVD-Erscheinungen oder begleitend zu aktuellen Ausstellungen über Künstler (wie David Bowie). Mit dem 2010 initiierten Projekt „Berlinale goes Kiez“  wird jeweils ein Berliner Programmkino für einen Abend (an insgesamt sieben Abenden) zusätzlicher Spielort des Festivals Berlinale. Im Jahr 2012 ist das Babylon Kreuzberg einer dieser Veranstaltungsorte gewesen.

## Architektur
In den Jahren vor der Übernahme durch die Yorck Kinogruppe verfügte das Kino über einen Saal mit 462 Sitzplätzen. Im Jahr 1989 wurde dieser Saal zweigeteilt, wodurch nun doppelt so viele Filme gespielt werden können.
Saal A ist der größere der beiden und zählt 192 Sitzplätze in 12 Reihen; in Saal B finden 72 Besucher über 9 Reihen verteilt Platz.
Die Decke des rechteckig wirkenden Saals A und der untere schulterhohe Teil der Wände sind in Dunkelblau gestrichen, während der obere Teil der Wände hellblau abgehoben ist. Zur Leinwand hin ist ein goldfarbener Stoff mit Faltenwurf angebracht, der den Blick auf den gleichfarbigen Vorhang lenkt. Saal B verfügt über eine kleinere Leinwand und erscheint komplett in Rottönen.